# Fork Point
Der Fork Point (von englisch fork ‚Gabel‘) ist eine Landspitze an der Scott-Küste des ostantarktischen Viktorialands. Sie bildet 5 km nordöstlich der Adélie Cove das südliche Ende einer Halbinsel der Northern Foothills am Ufer der Terra Nova Bay.
Italienische Wissenschaftler gaben der gegabelten Landspitze ihren deskriptiven Namen.